# John Stanley
Charles John Stanley (Londres, 17 de gener de 1712 - Londres, 19 de maig de 1786) va ser un compositor anglès i també organista. Stanley, que des de petit era pràcticament cec, va estudiar música amb Maurice Greene i va celebrar una sèrie de grans esdeveniments com a organista a Londres com ara el St. Andrew's, Holborn de 1726. Era un gran amic de George Friedrich Händel, i després de la mort de Händel es va unir primer amb John Christopher Smith i al cap d'un temps amb Thomas Linley per continuar amb la sèrie de concerts que Händel havia establert.
En 1779, Stanley va succeir William Boyce com a Mestre de la Música Reial.

## Obres
- Opus 1 Vuit Solos per a Flauta i Continu (1740)
- Opus 2 Sis Concerts per a dues cadenes (òrga i cordes o flauta i baix continu) (1742/1745)
- Opus 3 Sis Cantates (1742)
- Opus 4 Sis Solos per a Flauta i Continu (1745)
- Opus 5 Deu Voluntaris per a orgue (1748)
- Opus 6 Deu Voluntaris per a orgue (1752)
- Opus 7 Deu Voluntaris per a orgue (1754)
- Opus 8 Sis Cantates (1751)
- Opus 9 Tres Cantates (1751)
- Opus 10 Sis Concerts per a clavecí o l'orgue en solitari (1775)